# Monsieur et Madame Édouard Manet
Monsieur et Madame Édouard Manet est un tableau réalisé par le peintre français Edgar Degas en 1868-1869. 
D'un format presque carré, cette huile sur toile est un double portrait qui représente Édouard Manet affalé dans un canapé alors qu'il écoute son épouse Suzanne jouant du piano. Offerte par l'artiste au couple, l'œuvre a été découpée par Édouard Manet pour ne plus contenir le visage de la musicienne, dont la représentation ne lui convenait pas, ni son instrument. Récupérée par son créateur, elle a été retrouvée dans son atelier à sa disparition puis a été partiellement restaurée avec de la toile brute en remplacement de la partie manquante de la composition. 
Acquis par le collectionneur Matsukata Kōjirō dans l'entre-deux-guerres, il fait partie des 400 œuvres de sa collection stockées au Musée Rodin suite à sa faillite en 1927. En novembre 1944, la collection est saisie par l'État français en tant que bien de l'ennemi. Il entre officiellement aux collections nationales françaises avec la signature du Traité de San Francisco en 1951. En 1959, l'État français restitue une majorité des œuvres dont ce tableau, regroupées sous le nom de Collection Matsutaka, à l'État japonais dans le cadre de l'amélioration des relations diplomatiques entre les deux pays. Le tableau est conservé depuis 1974 au Musée municipal d'art (en) de Kitakyūshū.